# Thomas Wrede
Thomas Wrede (* 1963 in Iserlohn) ist ein deutscher, international tätiger Fotograf und Künstler.

## Leben
Sein Studium der bildenden Kunst an der Kunstakademie Münster (1985 bis 1991) schloss er mit dem Meisterschülertitel ab. Es folgten Studien bei Dieter Appelt an der Udk Berlin.
1998–2005 erhielt Wrede einen Lehrauftrag für Fotografie an der Kunstakademie Münster. Seit 2015 lehrt er als Professor für Fotografie/Medien an der Hochschule der bildenden Künste (HBK) Essen.
Thomas Wredes Werk umfasst Serien und Werkgruppen, die sich von der klassischen Schwarzweißfotografie über analoge Farbfotografie bis hin zur digitalen Fotografie entwickelt haben.
1991 begann Thomas Wrede mit dem Verfahren, Baumstümpfe in Plastikfolie einzuwickeln, hundertfach zu fotografieren und auf dem analogen Weg zu immer neuen Figuren, den Cadavre Exquis, zusammenzufügen. Auf der dänische Insel Samsö entstanden Anfang der 1990er Jahre auf einer Deponie für Agrarfolien Fotografien von einer dunklen, glitzernden und zugleich sterbenden Landschaft.
1994 hielt er in großformatigen Schwarz-Weiß-Arbeiten mit dem Titel Die Vögel stehen in der Luft und schreien die Abdrücke des Aufpralls von Vögeln auf Fensterscheiben fest, die wie Geister zwischen dem Hier und dem Jenseits, zwischen dem Moment und der Unendlichkeit zu schweben scheinen. In der Serie Magic Feelings fing Wrede den Augenblick von Lust und Panik in den Gesichtern von Achterbahnfahrern ein.
Schließlich begann Wrede, die Grenze zwischen Abbild und Wirklichkeit zu suchen.  In seinen Real Landscapes werden etwa Spielzeugautos und kleine Modellhäuser auf den Stränden der Nordseeinseln und Sandgruben so platziert,  dass aus einer Pfütze ein See und aus einem Erdhaufen ein Gebirge entsteht. Die fotografische Täuschung seiner Scheinwelten wird nicht durch digitale Bearbeitung, sondern durch das Fehlen von Größenverhältnissen in der realen Landschaft hervorgerufen.  In weiteren fotografischen Serien zeigt Thomas Wrede den Versuch, in Freizeitparks „realistische“ Landschaften zu bauen und bürgerlichen Räume durch landschaftliche Naturtapeten Weite zu geben.
Wredes Fotografien fanden Eingang in Kunstsammlungen wie Hudson’s Bay Company Global Art Collection New York, The West Collection Philadelphia, Hall Art Collection New York, ING-Collection Amsterdam, Kunst-am-Bau-Projekte in Berlin für die Bundesrepublik Deutschland, UBS Zürich & Luzern, DZ-Bank Frankfurt, National Museum für Geschichte und Kunst Luxemburg (MNHA), Staatsgalerie Stuttgart, Museum für Fotografie (Staatliche Museen zu Berlin), Landesmuseum Münster. Seine Werke wurden präsentiert unter anderem in der Akademie der Künste Berlin (2015), dem Nationalmuseum für Geschichte und Kunst Luxemburg (2013), beim  Europäischen Monat der Fotografie Luxemburg (2013), im Museum Kunst der Westküste, Alkersum (2010), im Seoul Museum of Art, Südkorea (2011), im Kunstmuseum Wuhan, China (2009), auf der Moskau Biennale (2009), im Wallraf-Richartz-Museum Köln (2007).
Thomas Wrede ist Mitglied des Deutschen Künstlerbundes und der Deutschen Gesellschaft für Photographie, DGPh. Er lebt in Münster.

## Ehrungen und Auszeichnungen
1997 erhielt er den Karl-Hofer-Preis der HdK Berlin, 1999 Fotopreis der DG-Bank und 2002 den Fotografiepreis der Stadt Wiesbaden.

## Einzelkataloge und Monografien (Auswahl)
- Die Vögel stehen in der Luft und schreien, Münster, 1994
- Samsö, Bonn, 1996
- Magic Worlds, Salon Verlag, Köln, 2000
- Strange Paradise, Kerber Verlag, Bielefeld, 2005
- Manhattan, Picture Worlds, Kerber Verlag, Bielefeld, 2009
- Anywhere, Kehrer Verlag, Heidelberg, 2010
- Inszenierung und Wirklichkeit, Verlag Das Wunderhorn, Heidelberg, 2013
- Modell Landschaft, Ausstellungskatalog, Museum Sinclair-Haus, 2017
- Sceneries, Ausstellungskatalog, Kehrer-Verlag, Heidelberg 2018

## Ausstellungen (Auswahl)
- 2025 Weiss war der Schnee, Bernhard Knaus Fine Art, Frankfurt[3]
- 2024 on architecture, Gruppenausstellung mit Hams Klemens, Dean Monogenis, Renato Nicolodi, Eamon O Kane, Ralf Peters, Daniel Rich, Marten Schech, Lucy Williams, Thomas Wrede, Bernhard Knaus Fine Art, Frankfurt[4]
- 2024 Wälder. Von der Romantik in die Zukunft, Museum Sinclair Haus, Bad Homburg[5]
- 2022 Weiss war der Schnee - Das Gletscherprojekt von Thomas Wrede, Städtische Galerie Neunkirchen
- 2022 Kryal. Vom Verschwinden des Eises, zusammen mit Lena von Goedek, Otto Modersohn Museum, Tecklenburg
- 2018 Sceneries, Von-der-Heydt-Kunsthalle, Wuppertal
- 2017 Modell Landschaft, Museum Sinclair-Haus, Bad Homburg
- 2016 The Luminous Screen, Galerie Mike Karstens, Münster
- 2015/16 Fotografie, Neue Galerie Gladbeck (mit Anja Jensen)
- 2013 European Month of Photography Luxembourg: open-air-installation in Clervaux und disURBANces, Musée national d'histoire et d'art Luxembourg MNHA
- 2012 Real Landscapes, Paul Kopeikin Gallery, Los Angeles[6]
- 2011 Anywhere, Galerie Wagner + Partner, Berlin
- 2010 Manhattan Picture Worlds & Domestic Landscapes, Kunsthalle Bielefeld
- 2009 Real Landscapes, Galerie Wagner + Partner, Berlin; Real Landscapes, Beorgrad/ Podgorica, Goethe-Institut Belgrad
- 2008 Real Landscapes, espacio marte, Mexiko-Stadt
- 2007 Monat der Fotografie, Krakau, Polen
- 2005/06 Seascapes. Am Meer, Goethe-Institut, London/Helsinki
- 2003 Landscapes, James Nicholson Gallery, San Francisco
- 2002 Mondes mystiques - paysages domestiques, Goethe-Institut Paris; Landschaften-Positionen zeitgenössischer Fotografie, Kunstverein Bochum
- 2001 Domestic Landscapes, Cristinerose Gallery, New York
- 2000 Sublime, Künstlerhaus Duende, Rotterdam
- 1999 Kunstpreis der Deutschen Volks- und Raiffeisenbanken, Sprengel-Museum, Hannover; Magic Worlds - Magic Feelings, Cristinerose Gallery, New York
- 1998 Im Rauschen des Augenblicks, Karl-Hofer-Preis 1997, Hochschule der bildenden Künste Berlin (jetzt UdK Berlin)
- 1997 The Dead, Mois de la photo, Saidye Bronfman Center, Montreal
- 1995 Schnittstellen, Heidelberger Kunstverein
- 1994 Die Vögel stehe in der Luft und schreien, Fotoinstallation, Werwerka Pavillon, Münster
- 1992 Cadavre exquis, Fotogalerie Image, Aarhus